# Halimiphyllum
- Commons
- Wikispecies

Halimiphyllum é um género botânico pertencente à família Zygophyllaceae.

## Espécies
1. ↑  «Halimiphyllum — World Flora Online». www.worldfloraonline.org. Consultado em 19 de agosto de 2020